# Weibel Scientific
Weibel Scientific A/S, oprindeligt M.P. Weibel, er et dansk firma baseret i Allerød, som især udvikler radarer. Firmaet var ejet af  Erik Tingleff Larsen indtil hans børn Tina Munkholm Larsen Møller og Thomas Øiseth Munkholm overtog firmaet. 
Firmaet blev grundlagt i 1936 af M.P. Weibel, som havde arbejdet for DISA, inden han gik solo.
I forbindelse med rumfærgen Discoverys opsendelse i 2005 blev doppler radarer (en) fra Weibel Scientific brugt til at overvåge rumfærgens tilstand.
Firmaet kom i 2001 på kant med myndighederne, som mente, at Weibel havde forbrudt sig mod miljølovgivningen ved uden tilladelse at etablere diverse anlæg på øen Hesselø. Sagen blev afsluttet i maj 2006 med en bøde på 500.000 kr. og en fjernelse af de ulovlige anlæg.
Den 1. december 2024 tiltrådte Peter Hargett Røpke som administrerende direktør. Inden han kom hertil, var Peter Hargett Røpke administrerende direktør i RTX A/S.

## Bestyrelse[3]
- Jørgen Jensen, Formand
- Thomas Øiseth Munkholm, Næstformand
- Tina Munkholm Larsen Møller, cand.jur., advokat
- Carsten Kenneth Jensen
- Stephen Maurice Twitty

## Produkter
- Muzzle velocity radars (MVR)
- Fixed head Doppler radars (SL-xxxx series)
- Tracking radars (MSL-xxxx series)
- Ranging radars for Optical Platforms
- Multi-Frequency Long Range Tracking radars (MFTR-xxxx series)
- Short-range air defense (XENTA-M series)

### Fodnoter
1. 1 2  Pressemeddelelse fra Weibel Scientific, 3. oktober 2007 (PDF)
2. ↑  Danske radarer overvåger rumfærgen
3. 1 2  https://datacvr.virk.dk/enhed/virksomhed/80609515